# Salvator mundi (Antonello da Messina)
Il Salvator mundi (o Cristo benedicente) è un dipinto olio su tavola (38,7x29,8 cm) di Antonello da Messina, databile al 1465-1475 circa e conservato nella National Gallery di Londra.

## Storia
Il dipinto è datato sul cartiglio attaccato sul parapetto in primo piano, ma è evidente un pentimento d'artista ben visibile sul collo del Cristo, che forse ha fatto pensare a una prima versione databile al 1465 (Previtali).
L'opera si trova al museo londinese dal 1861, quando venne acquistata.

## Descrizione e stile

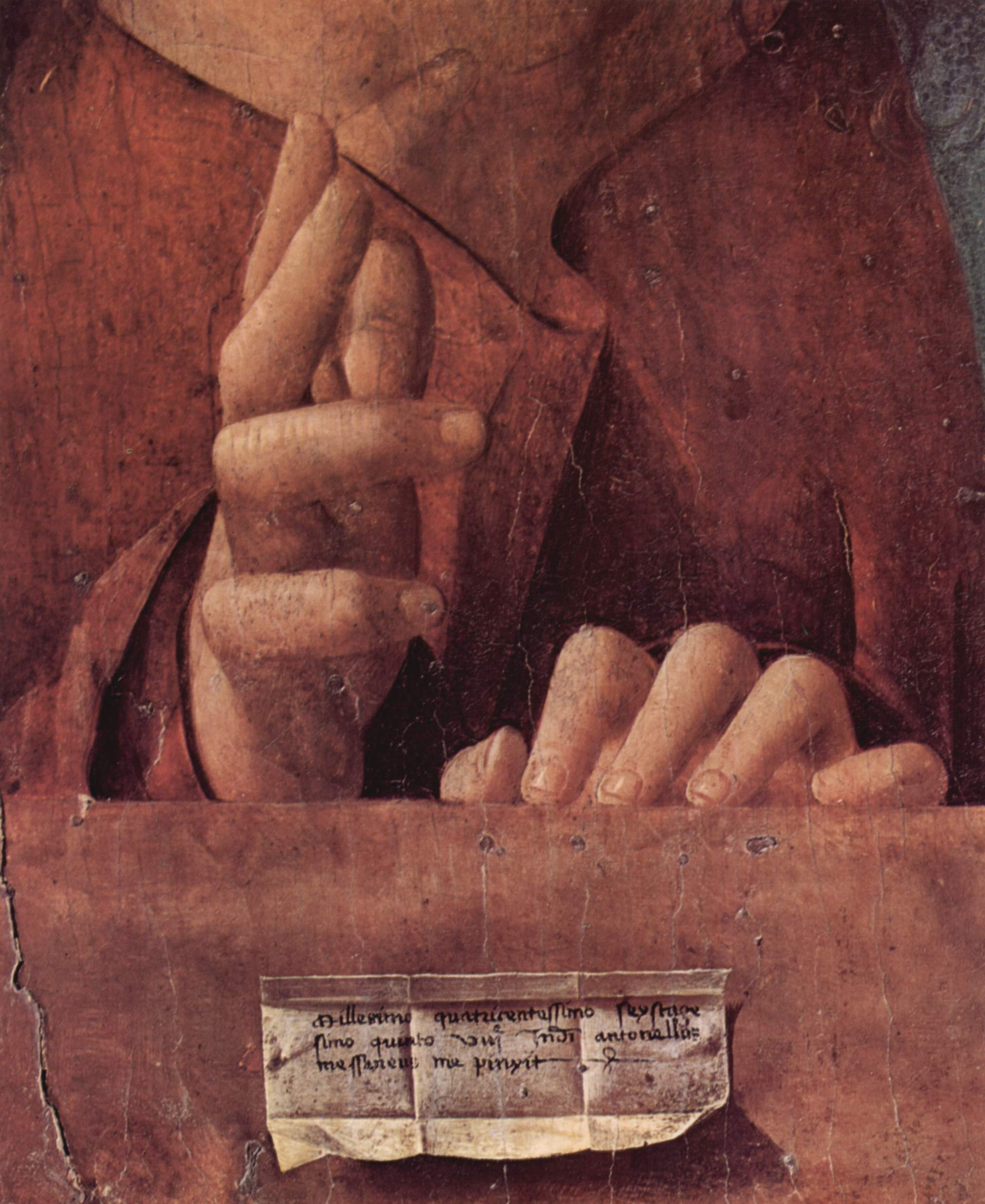
Dettaglio

Il Cristo Salvatore è raffigurato oltre un parapetto ligneo e su sfondo scuro, secondo la maniera fiamminga. All'arte nordeuropea risalgono anche l'uso dei colori caldi a olio e la particolare luce calda e dorata che modella la figura scoprendone i particolari più minuti, come i delicati peli della barba o i riflessi sui ricci dei capelli. L'iconografia stessa, col mezzobusto benedicente, e il tipo fisico del Salvatore rimanda ad esempi fiamminghi, importati in Italia probabilmente da Petrus Christus.
La luce proviene da destra e illumina i tre quarti del volto. Alla base del collo si vede ancora chiaramente come nella prima stesura pittorica la veste fosse più accollata e la mano benedicente più rialzata, parallela al corpo di Gesù. In un secondo momento Antonello si distaccò dal prototipo fiammingo spostando la mano in avanti, in modo da accentuare la profondità spaziale della figura e la sua monumentalità, favorita dalla visione dal basso (come dimostra la mano appoggiata sul parapetto). La stessa piega dello scollo rompe la rigidità piana della veste. Si tratta di elementi tipicamente italiani, confrontabili ad esempio con le ricerche coeve di Andrea Mantegna e Piero della Francesca, che dimostrano la sintesi operata tra le due scuole dal pittore messinese.